# SIR-C/X-SAR

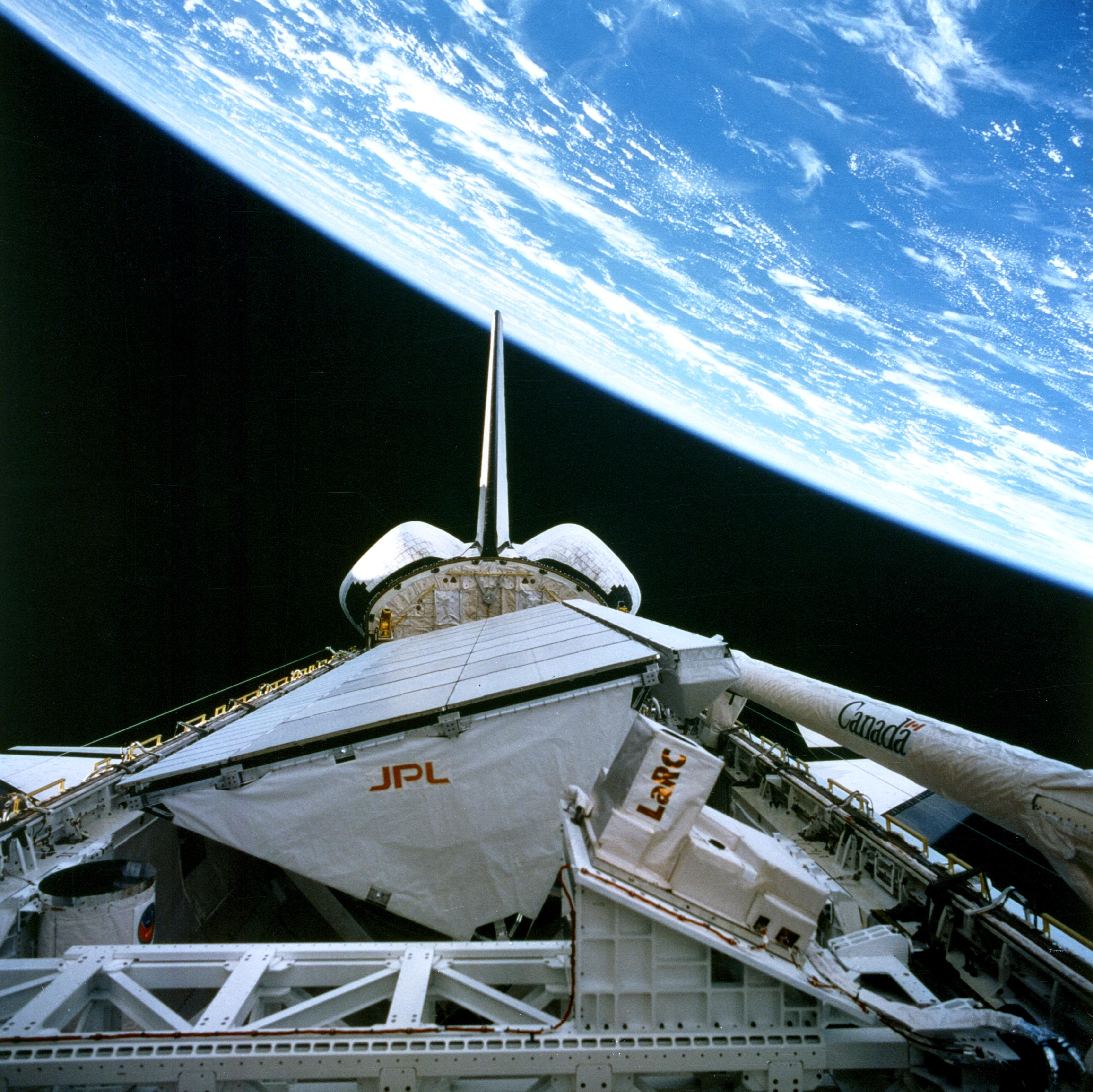
SIR-C/X-SAR en funcionamiento

El SIR-C/X-SAR, sigla de Spaceborne Imaging Radar -C/X-band Synthetic Aperture Radar fue un radar de imagen multinacional que realizó misiones entre el 9 de abril y el 11 de octubre de 1994, aunque era funcional desde el 1991.
Ha facilitado datos para el estudio del ecosistema, los cambios climáticos y geológicos, el ciclo hidrogeológico y el movimiento de las corrientes oceánicas de la Tierra. El radar pertenece a la NASA y es el resultado de la cooperación entre Estados Unidos, Alemania e Italia.

## Estructura
El complejo radar reunía en un solo sistema las tecnologías estadounidenses y europeas más avanzadas de aquella época.
Está formado por el conjunto de una antena y los módulos de transmisor y receptor.

## Funcionamiento
Las características de la superficie terrestre influyen en la cantidad de energía que se reflejaba en el radar.
Por ejemplo, cuanto más uniforme es la zona escaneada, más homogénea es la imagen obtenida

## Misiones
Durante su vida útil el radar realizó dos misiones: la primera entre el 9 y el 20 de abril de 1994 y la segunda, entre el 30 de septiembre y el 11 de octubre.
Cada misión recopiló más de un millón de terabytes de información.
Las localidades seleccionadas para las misiones tenían diferentes entornos, que fueron el Rin y el Chad.

### El Rin
Una de las imágenes captadas por el SIR-C/X-SAR muestra parte del Rin, un río en el punto en que marca la frontera Alsacia, Francia y Alemania.

### El Chad
Esta imagen muestra el impacto de un asteroide o cometa, hace centenares de años en el desierto del Sahara.